# ライントホター (ミサイル)

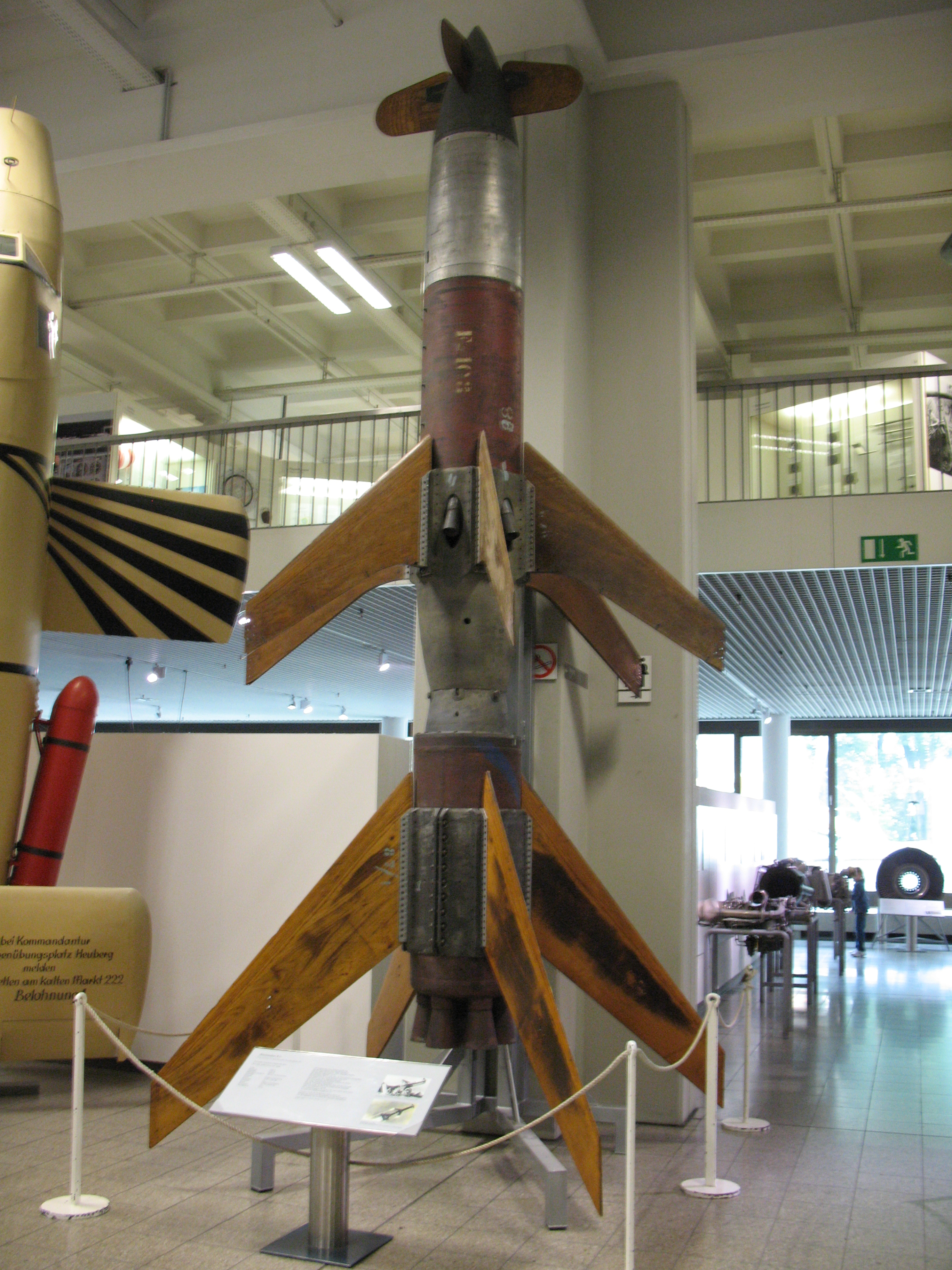
ライントホターR1（ドイツ博物館所蔵）

ライントホター（Rheintochter）は、第二次世界大戦末期にナチス・ドイツのラインメタル社によって開発された最初期の地対空ミサイルである。
名称のは、リヒャルト・ワーグナーの長編オペラ「ニーベルングの指環」に登場する「ラインの乙女（Rheintöchter）」に由来する。

## 概要
ライントホターは1942年11月にドイツ国防軍により開発命令が出され、1943年8月から1945年1月にかけて計82基の発射試験が行われた。これらのうち発射に失敗したものはわずか4発で、22発は完全な無線誘導に成功した。この後、より優先度の高い緊急戦闘機計画が進められたことにより、ライントホター計画はスムーズには進まなかった。地上発射式の他、航空機から発射する空対空ミサイル型も計画されていたが、実際に生産されたのは地上発射タイプのみで、発射台には8.8cm FLAK41高射砲の砲架を改造したものが用いられた。
ライントホターの開発計画は、1945年2月6日に中止となった。現在、残されたライントホターR1の実物がミュンヘンのドイツ博物館およびベルリンのドイツ技術博物館、
そしてアメリカ合衆国ワシントンD.C.の国立航空宇宙博物館の別館であるスティーブン・F・ウドヴァーヘイジー・センターに展示されている。
また、大戦当時にラインメタル社のロケット発射試験場のあったポーランド北部ポモージェ県のウェバには、ライントホターR1およびR3、そして同じくラインメタルで開発されていた地対地ロケット「ラインボーテ」が屋外展示されている。

## 形式
最初に開発されたタイプは ライントホター R1 と呼ばれ、2段式の固体燃料ロケットである。R1は長さ6.3m、直径54cmで1,750kgの発射重量を持ち、飛翔速度は時速1,080kmで高度8,000mまで上昇可能、弾頭部の炸薬量は150kgであった。
ライントホターR1は6枚の木製安定翼を持つ固体燃料ミサイル本体の後部に、4枚の木製安定翼を持つ固体燃料ブースターを接続した形になっており、またミサイル本体の先端部分にはエンテ型の安定翼が装備されていた。炸薬はミサイル本体の後部に搭載されており、このためミサイル本体のロケット噴射ノズルは、炸薬を避ける形で側面から噴射するようになっていた。
続く、ライントホター R2 はR1からの大きな変化は無く、変更はブースター部安定翼の小改良などに留まり、最終的に1944年12月にキャンセルされた。
最後の形式である ライントホター R3 はミサイル本体が液体燃料式となり、後部ではなく側面に固体燃料ブースターを取り付けたもので、全体はR1より小型化しており発射重量は1,500kg、弾頭部の炸薬量は100kgであった。R3は高度15,000mまで上昇可能にすることが目的とされていた。6基のみテスト発射が行われた。

## 画像

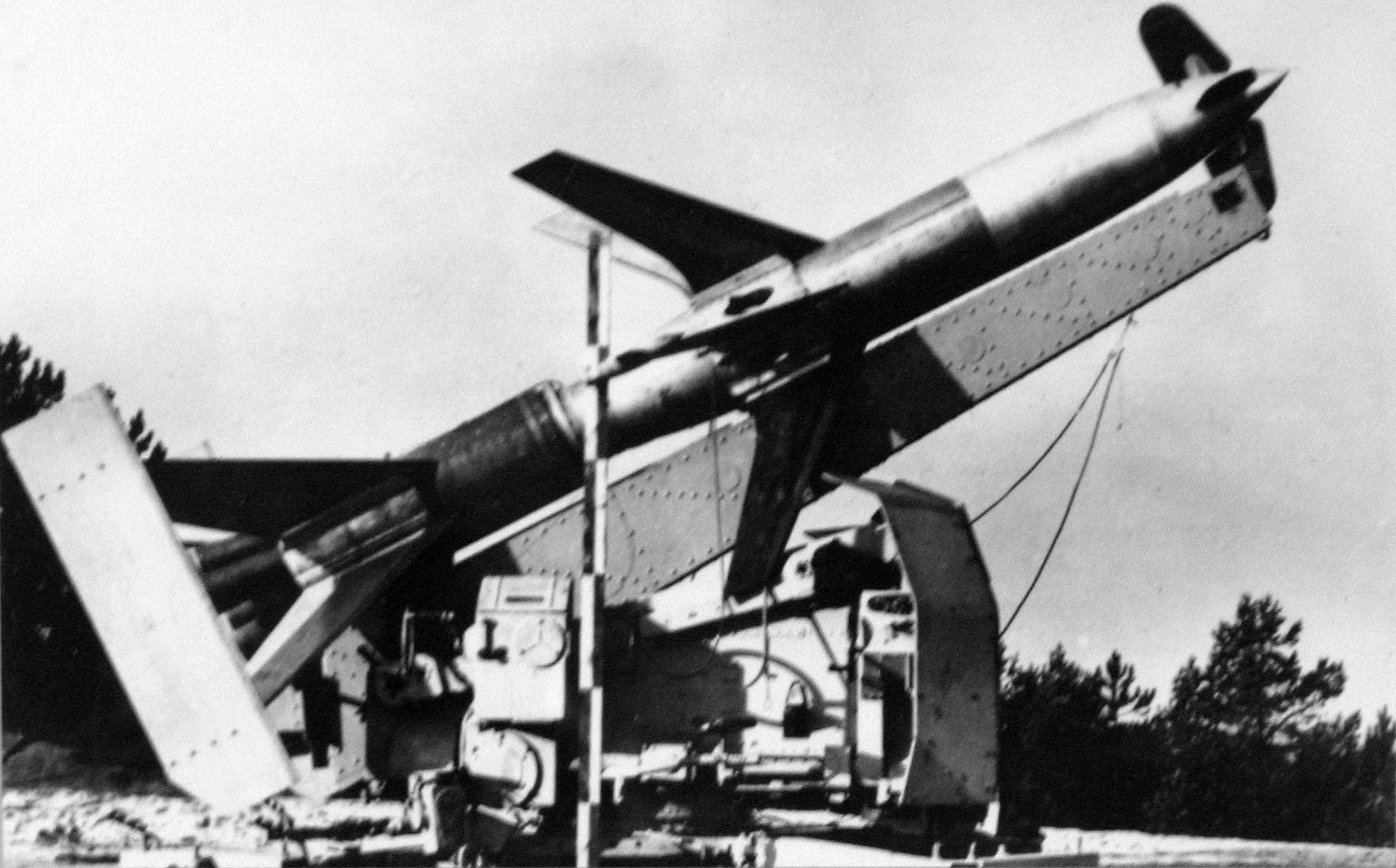
FLAK41の砲架を改造した発射機に搭載されたライントホターR1
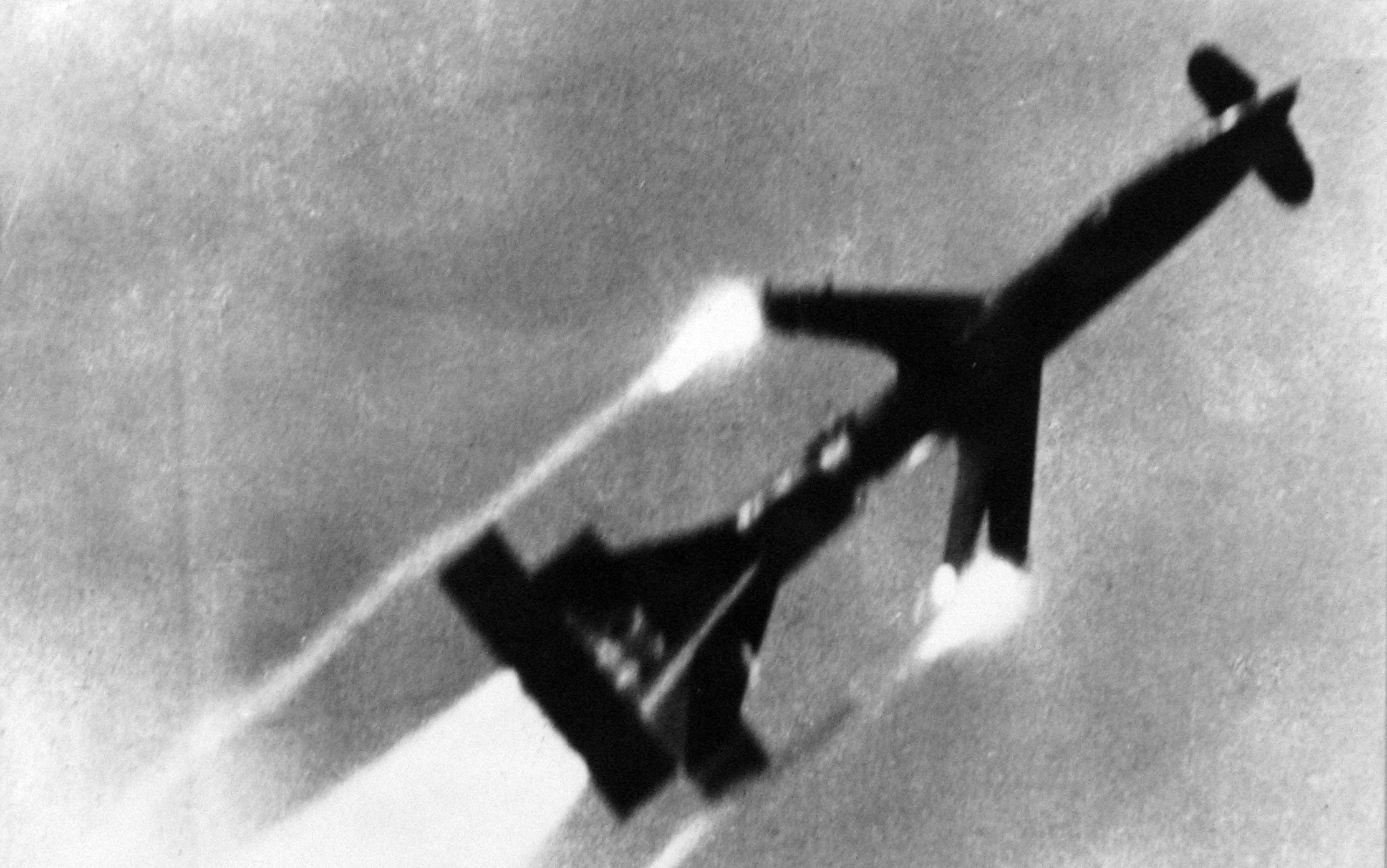
発射されたライントホターR1、1944年。
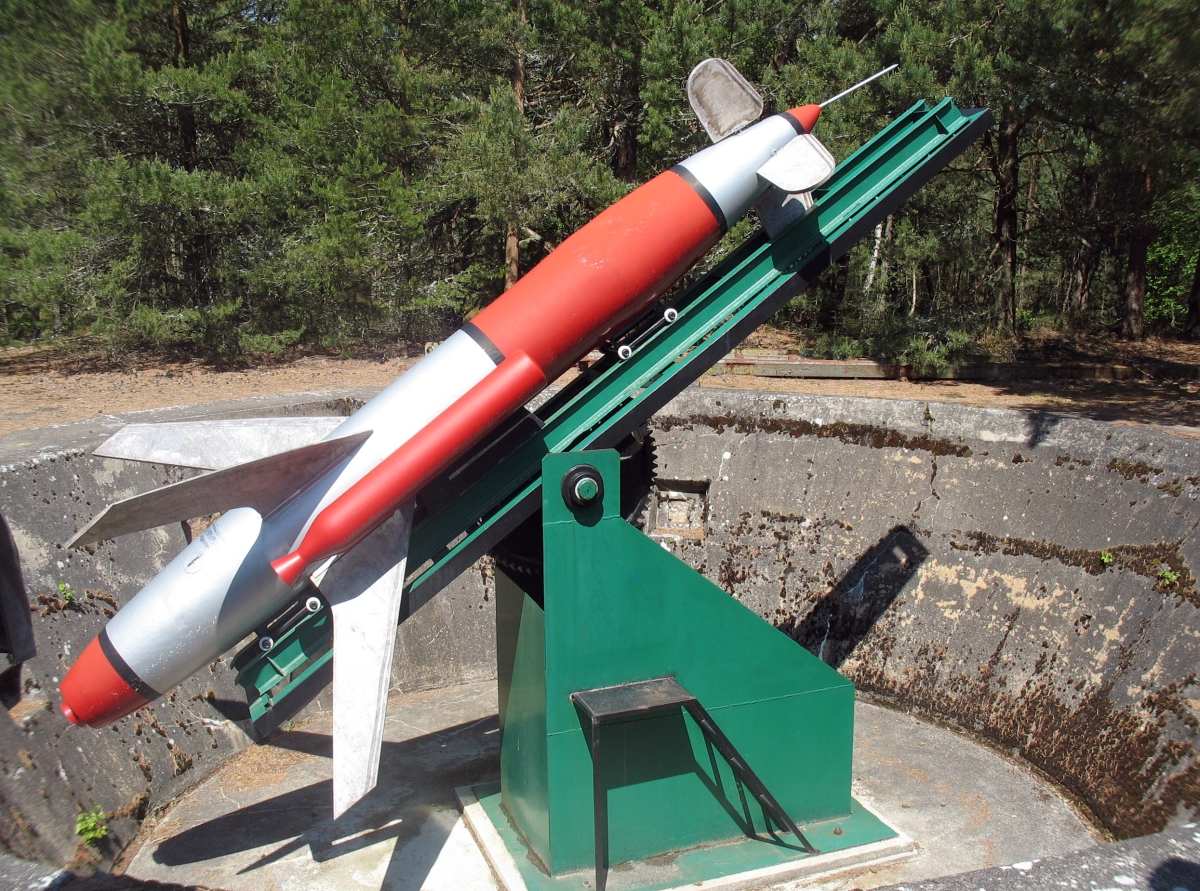
ライントホターR3
(ポーランド、ウェバ（英語版）)